# ジョゼ・ソクラテス
ジョゼ・ソクラテス・カルヴァーリョ・ピント・デ・ソウザ（ポルトガル語: José Sócrates Carvalho Pinto de Sousa、1957年9月6日 - ）は、ポルトガルの政治家。首相（2005年 - 2011年）や社会党書記長（党首）を歴任した。

## 経歴
衛生工学を学んだ土木技師であった。1981年から社会党のメンバーであり、1987年には共和国議会（国会）議員に選出された。1995年にアントニオ・グテレスの第一次内閣で国務長官として入閣した。2年後に青年スポーツ大臣に就任し、ポルトガルで開催されたUEFA EURO 2004の主催者の一人となった。1999年に第二次グテレス内閣で環境大臣に就任した。2002年の選挙でソクラテスの社会党は野党に下った。フェロ・ロドリゲスが2004年に書記長を辞任した後、2004年9月24日に行われた書記長選挙で投票数の80%を獲得し、マヌエル・アレグレおよびジョアン・ソアレスを破り書記長に就任した。
2005年ポルトガル議会選挙で社会党は圧倒的勝利を収め、ソクラテスは組閣のため2月24日にジョルジェ・サンパイオ大統領に呼び出された。新内閣の発足とソクラテスの首相就任は2005年3月12日に行われた。2009年ポルトガル議会選挙において社会党は過半数を下回ったが、第一党を維持したため政権を維持することに成功した。しかし、税収の伸び悩みと財政赤字削減が進まないことに起因した財政危機が表面化し、厳しい政権運営を強いられた。そして財政再建のための追加緊縮策が全野党に反対され議会で否決された事を受け、2011年3月23日に首相を辞任した（その後も暫定政権は維持したが、6月21日に正式に退陣した）。2011年ポルトガル議会選挙で社会党は敗北し、書記長辞任を表明した。
現在は離婚しており、2人の子供がいる。 
2014年11月にリスボンで脱税、汚職、資金洗浄の事件で検察当局に逮捕された。2018年に社会党を離党。